# Kagerō (1938)
Kagerō (jap. 陽炎, かげろう) – niszczyciel japońskiej Cesarskiej Marynarki Wojennej typu Kagerō z okresu II wojny światowej. Brał udział w działaniach od początku wojny na Pacyfiku. Zatopiony 8 maja 1943 przez amerykańskie miny i lotnictwo.

## Historia
"Kagerō" był czołowym okrętem serii dużych japońskich niszczycieli, nazwanych od niego typem Kagerō. Zamówiony został w ramach programu finansowego z 1937 roku (numer budowy 17). Nazwę można przetłumaczyć jako "pobłyskujące wiosenne powietrze", "miraż".
Stępkę pod budowę okrętu położono 3 września 1937 w Stoczni Marynarki w Maizuru, kadłub wodowano 27 września 1938, a okręt oddano do służby 6 listopada 1939.

## Służba
Po wejściu do służby "Kagerō" został przydzielony do 18. Dywizjonu Niszczycieli (Kuchikutai) 2. Eskadry Niszczycieli (Suirai Sentai) 2. Floty. Pierwszym dowódcą był kmdr por. Minoru Yokoi.

### Działania pierwszego etapu wojny, 1941-1942
W pierwszym okresie II wojny światowej na Pacyfiku, począwszy od grudnia 1941, "Kagerō" eskortował lotniskowce japońskie, począwszy od eskorty zespołu uderzeniowego wiceadm. Chūichi Nagumo podczas ataku na Pearl Harbor 7 grudnia 1941.  24 grudnia "Kagerō" powrócił do Kure w Japonii, gdzie nastąpiła zmiana dowódcy (z powodu choroby) na komandora por. Terumichi Arimoto. 
W dniach 8-14 stycznia 1942 "Kagerō" eskortował lotniskowce z Japonii, po czym 20 stycznia osłaniał "Shōkaku" i "Zuikaku" podczas ataków na Rabaul, 21 stycznia - na Lae i Salamaua na Nowej Gwinei, a 23 stycznia - podczas desantu na Rabaul i Kavieng. 3 lutego "Kagerō" powrócił z lotniskowcem "Shōkaku" do Japonii, po czym działał na wodach japońskich.
17-24 marca "Kagerō" eskortował "Shōkaku" i "Zuikaku" do zatoki Staring na Celebes, a następnie osłaniał lotniskowce podczas rajdu na Ocean Indyjski. 23 kwietnia powrócił do Kure i został skierowany do krótkiego remontu. 
Następnie, 3-6 czerwca 1942 "Kagerō" brał udział w operacji mającej na celu zajęcie Midway, eskortując zespół transportowców, lecz inwazja nie doszła do skutku z powodu klęski w bitwie pod Midway. W lipcu eskortował transportowiec "Kikukawa Maru" z ekipami naprawczymi z Yokosuka na Kiska (Aleuty), po czym osłaniał holowanie niszczyciela „Kasumi” do Japonii. 20 lipca został przydzielony  do 15. Dywizjonu Niszczycieli 2. Eskadry 2. Floty. 

### Rejon Wysp Salomona, 1942-1943

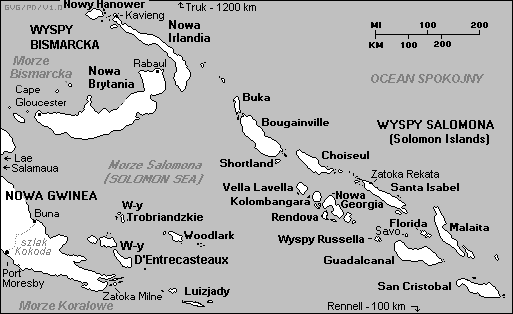
Rejon działań 1942-1943 (baza Truk leży poza mapą, ok. 1300 km na północ od Rabaulu)

"Kagerō" został następnie skierowany w rejon Wysp Salomona, gdzie od sierpnia toczyły się intensywne walki o Guadalcanal. W dniach 23 i 24 sierpnia bombardował lotnisko Henderson Field na Guadalcanalu. Podczas bitwy koło wschodnich Wysp Salomona dołączył do eskorty konwoju na Guadalcanal i przejął kontradmirała Raizo Tanakę (dowódcę 2. Eskadry) z uszkodzonego krążownika "Jintsu". 
W dniach 31 sierpnia i 2 i 5 września "Kagerō" brał udział w nocnych misjach transportu żołnierzy na pokładach niszczycieli na Guadalcanal (nazywanych przez Amerykanów Tokyo Express). 8 września brał udział w kolejnej misji ataku na Guadalcanal, a 13 września ostrzeliwał wyspę przed japońską ofensywą Kawaguchi. Ponownie brał udział w rejsie transportowym na Guadalcanal 21 września, podczas którego odniósł lekkie uszkodzenia kadłuba od ostrzału przez samoloty. Po naprawach w Truk, patrolował na północ od Wysp Salomona. 26 października "Kagerō" wziął udział w powietrzno-morskiej bitwie koło wysp Santa Cruz, eskortując okręty Zespołu Wsparcia adm. Kurity. 
7 listopada "Kagerō" uczestniczył w misji transportu żołnierzy z Shortland na Guadalcanal. 13 listopada eskortował konwój na Guadalcanal. Po drugiej bitwie pod Guadalcanalem 15 listopada wraz z niszczycielem „Oyashio” nieskutecznie usiłował przeprowadzić atak torpedami na pancernik USS "Washington" (BB-56). 17 listopada odbył rejs transportowy żołnierzy z Rabaulu na Bunę. 
"Kagerō" uczestniczył w nocnym rejsie transportowym zaopatrzenia na Guadalcanal 30 listopada 1942, podczas którego doszło do bitwy pod Tassafarongą, w której japońskie niszczyciele zatopiły torpedami jeden krążownik amerykański i uszkodziły dalsze. 3 grudnia "Kagerō" uczestniczył w kolejnym rejsie z zaopatrzeniem na Guadalcanal, po czym 7 grudnia w rejsie przerwanym na skutek ataku kutrów torpedowych i 11 grudnia w ponownym rejsie zaopatrzeniowym.  16 grudnia "Kagerō" transportował żołnierzy z Rabaulu na Munda. Odniósł niewielkie uszkodzenia od bliskiego wybuchu bomby w ataku lotniczym. 21 grudnia ponownie transportował żołnierzy na Munda, a 2 stycznia 1943 ponownie transportował zaopatrzenie z Shortland na Guadalcanal. W dniach 9-17 stycznia eskortował konwój z Shortland do Truk, gdzie był naprawiany. Od 31 stycznia do 9 lutego patrolował na północ od Wysp Salomona, osłaniając ewakuację Guadalcanalu. Między 16 a 21 lutego eskortował lotniskowiec "Jun'yō" z Truk do Kure w Japonii, po czym został tam dokowany. 
Po remoncie, "Kagerō" z powrotem w dniach 22-27 marca przepłynął do Truk, eskortując tam lotniskowce "Hiyō" i "Jun'yō", po czym przepłynął na Shortland. 29 kwietnia i 3 maja odbył rejsy z transportem wojska na Kolombangarę. 7-8 maja uczestniczył w kolejnym rejsie transportowym na Kolombangarę, lecz po wysadzeniu żołnierzy w Vila wszedł na amerykańskie miny (wraz z „Oyashio”) i został uszkodzony. Wraz z „Oyashio” został następnie zatopiony przez amerykańskie lotnictwo, na południe od Kolombangary,  w rejonie pozycji  8°08′S 156°55′E/-8,133333 156,916667. Zginęło 18 członków załogi, 36 zostało rannych (dowódca ocalał). 20 czerwca 1943 został oficjalnie skreślony z listy floty.

## Dowódcy
Źródło:
| 1. | kmdr por. Minoru Yokoi      | - ? 1941 - 24 grudnia 1941      |
| 2. | kmdr por. Terumichi Arimoto | - 24 grudnia 1941 - 8 maja 1943 |

## Dane techniczne
Opis konstrukcji i szczegółowe dane – w artykule niszczyciele typu Kagerō. Poniżej dane ogólne dla niszczycieli tego typu.
- wyporność:
  - standardowa: 2033 t
  - pełna: ok. 2600 t
- wymiary:
  - długość całkowita: 118,5 m
  - długość na linii wodnej: 116,2 m
  - szerokość: 10,8 m
  - zanurzenie: 3,8 m
- napęd: 2 turbiny parowe o mocy łącznej 52 000 KM, 3 kotły parowe (ciśnienie pary 30 at), 2 śruby
- prędkość maksymalna: 35 w.
- zasięg: 5000 mil morskich przy prędkości 18 w.
- zapas paliwa: 500 t.
- załoga: 240

### Uzbrojenie i wyposażenie
- 6 dział 127 mm w wieżach dwudziałowych (3xII).
  - długość lufy – L/50 kalibrów, kąt podniesienia 55°
- 4 działka przeciwlotnicze 25 mm Typ 96 (2xII)
- 8 wyrzutni torpedowych 610 mm (2xIV, 16 torped Typ 93)
- 2 miotacze bomb głębinowych (16 bomb głębinowych)